# Arboreto de Deerfield Beach

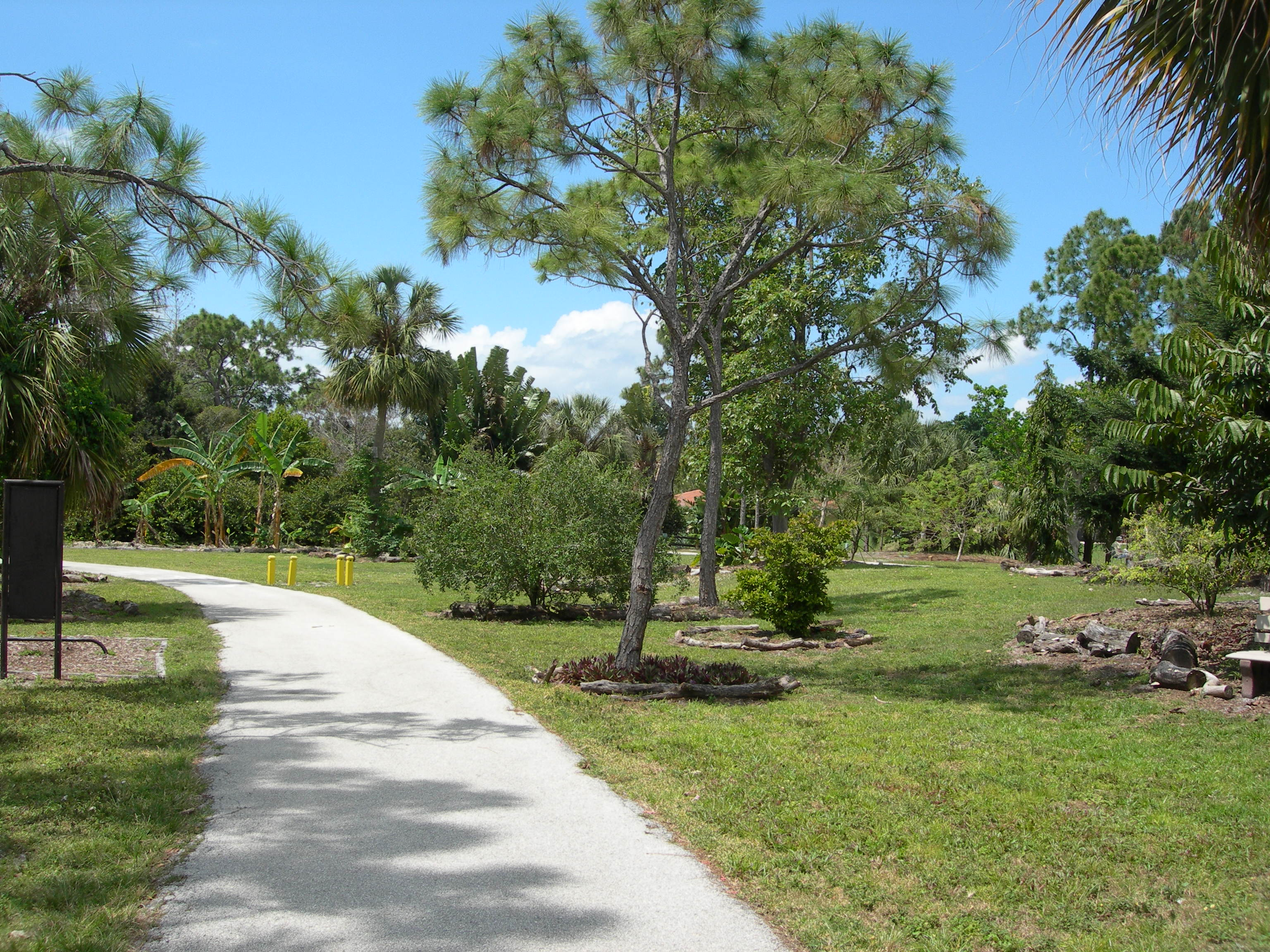
Vista general del Arboreto de Deerfield Beach.

El Arboreto de Deerfield Beach (en inglés: Deerfield Beach Arboretum también conocido como el Tree Zoo), es un jardín botánico y arboreto público en la ciudad de Deerfield Beach en la Florida, Estados Unidos.
El arboreto tiene un tamaño de 9,5 acres (3,84 hectáreas) de extensión y contiene cientos de especies de árboles nativos y foráneos, incluyendo una gran cantidad de palmeras y plantas exóticas. Además de jardín botánico el arboreto contiene canchas de tenis, una cancha de baloncesto, caminos para practicar el senderismo, un centro comunitario y un área de juego infantil.
Es uno de solo dos arboretos en el Sur de la Florida junto con el Jardín Botánico Tropical de Fairchild en Miami. Es propiedad del ayuntamiento de Deerfield Beach y es administrado por voluntarios de la organización sin ánimo de lucro, el "Friends of the Deerfield Beach Arboretum". 
El arboreto está abierto al público desde el alba al ocaso y su entrada es gratuita.

## Localización
El jardín botánico se ubica en el barrio de Deer Creek en 2841 West Hillsboro Boulevard, Deerfield Beach, Florida, Estados Unidos. (26°19′7.79″N 80°8′29.1″O / 26.3188306, -80.141417) Está ubicado en el barrio de Deer Creek en la parte occidental de la ciudad de Deerfield Beach.
El arboreto actualmente está administrado por la asociación "Friends of the Deerfield Beach Arboretum" (Amigos del Arboreto de Deerfield Beach) que mantiene un día de trabajo voluntario cada primer sábado de cada mes del año. El arboreto se mantiene gracias a estos voluntarios encargados en su limpieza, mantenimiento y crecimiento.

## Historia
El arboreto fue fundado por Zeke Landis en 1995 con una selección de 22 árboles y palmas, y desde entonces no ha dejado de crecer. En el 2010 el arboreto es compuesto de más de 200 especies diferentes de árboles y palmeras nativos y procedentes de todo el mundo, con más de 50 diferentes especies de árboles florales.
El jardín sufrió graves daños a causa del huracán Wilma en octubre del 2005. Numerosos árboles fueron arrancados o sufrieron daños a causa de los fuertes vientos, las intensas lluvias o a causa de la maquinaria pesada que se utilizó durante el proceso de limpieza. El arboreto permaneció cerrado durante un periodo de cinco meses para efectuar las correspondientes reparaciones. Para el 2008 la restauración del arboreto se había completado y se volvió a abrir todo el jardín al público.
En mayo de 2016 el arboreto creció en su lado noreste al lado del canal oriental con un nuevo jardín de selva tropical. La expansión costó 140.000 USD otorgado por el condado de Broward y fue diseñado por los paisajistas Environment Design Group. Para replicar la selva tropical se construyó varios estanques y cascadas de agua dulce en el centro del jardín rodeados de una gran variedad de especies de árboles tropicales y palmeras exóticas.

## Colecciones
En el arboreto y jardín botánico hay 325 especies (excluyendo varias especies nativas de la Florida). 
Las plantas se encuentran agrupadas en las siguientes secciones: 
- Colección de Bambús
- Jardín de las Mariposas
- Jardín de los niños
- Árboles exóticos que forman el dosel forestal.
- Árboles nativos que forman el dosel forestal.
- Colección de Orquídeas.
- Colección de Palmas.
- Jardín de Especias e Hierbas.
- Árboles Frutales Tropicales.
- Plantas de Humedales.

Entre las especies más destacables se encuentran, 
- Acacia auriculiformis
- Acer rubrum
- Acoelorrahaphe wrightii
- Tulípero Africano
- Aiphanes lindeniana
- Albizia lebbeck
- Annona glabra